# Джерард Уей
Джерард Уей (на английски: Gerard Way) е вокалист на американската алтернатив-рок група My Chemical Romance. Той е и автор на текстовете на групата, като помага и за композирането им. Умее да свири на китара, но според собствените си думи, изобщо не го бива, тъй като не е успял да се запали по инструмента.
Роден е на 9 април 1977 г. в Белвил, Ню Джърси, в семейството на Доналд и Дона Уей. Започва да пее още на шест годишна възраст. Баба му (по майчина линия) Елейна Лий Ръж изиграва главна роля в образованието му на артист, учейки го да пее, рисува, танцува. Тя запалва в него и страст към книгите още от малък – причината, поради която детската му мечта е била да бъде писател и автор на комикси. В четвърти клас участва в училищна пиеса („Питър Пан“) като главния герой. Въпреки че ролята обикновено се играе от момиче той се справя много добре.
Той и брат му Майки Уей (басист в Май Кемикъл Романс) прекарват нормално детските си години като Джерард е по-буйния от двамата.
Посещавал е гимназията „Белвил хай“. По това време Джерард страда от наднормено тегло, което е причината да понася много подигравки от съучениците, въпреки завидните си умствени възможности. Джерард признава, че в „гимназиално“ време имал само един приятел – момиче, което се оказало поредният предател. На 15 години депресията му достига доста краен момент, когато той намира пистолет .357 Magnum и го опира до главата си. Единствено малкото му останала надежда го спира.
След гимназията Джерард отива в Ню Йорк да продължи образованието си вече решен да се занимава с изобразително изкуство.
През 2001 г. когато става свидетел на терористичния акт и разрушаването на Световния търговски център, Джерард решава да основе група, като се отказва от рисунките и напуска компанията за комикси, в която работи дотогава.
Той основава групата с помощта на Мат Пелисър, който му помага и за написването на първия текст – Skylines and Turnstiles. Към тях след това се присъединяват Рей Торо, Франк Айеро и брата на Джерард – Майки.
По това време Джерард има сериозни проблеми с алкохол и наркотици, но смъртта на баба му Елейна, която умира при автомобилна злополука година след издаването на първия албум го кара да се замисли над живота си. Освен че преживява голям емоционален трус (провокирал го да напише мегахита „Хелена“) той си дал дума да се „изчисти“.
През 2005 г. като избира момент когато групата не е на турне, Джерард влиза в клиника.
През юни 2007 Уей съобщава за годежа си с фризьорката Елайза Кътз. Месец след това годежът се отменя, а Джерард е забелязан с нова дама – Линдзи (Lyn-Z, Lindsey), басистка в групата Mindless Self Indulgence, с която сключват брак на 3 септември 2007, който поражда много спорове сред фенове и на двете банди, най-вече защото според почитателите двамата не си подхождат. Двамата се запознават на турнето Project Revolution.
Джерард обаче продължава с рисуването – на 19 септември тази година е издадена първата от шестте книжки – комикса, кръстени The Umbrella Academy с автор Джерард. Втората излезе на 17 октомври.
През 2001 г. Джерард прави анимационно филмче, пускано за кратко по Картуун Нетуърк, наречено The Breakfast Monkey, което бързо е премахнато, поради факта, че прилича прекалено много на друга анимация [Aqua Teen Hunger Force]. Работил е и в „Барнс енд Нобелс“ заедно с брат си, като той е бил в секцията за книги. Първата му работа е в супер маркет, пак с Майки. Бил е на касата и казва, че е бил много мил с клиентите.